# 波音食肉鳥
波音食肉鳥（英語：Boeing Bird of Prey）是波音與麥克唐納-道格拉斯公司於1990年代研發的低可偵測性技術試驗機。這兩間公司共在此計畫投入了6700萬美元。與許多其他類似規模的計畫相比，這樣的價格偏低。波音將食肉鳥計畫研發出的科技應用在日後開發的X-45無人機上。作為公司內部的研發計畫，該機並沒有被賦予X開頭的編號，也沒有任何量產計畫。

## 設計與發展
1992年，麥克唐納-道格拉斯公司於旗下的幽靈工廠開始了食肉鳥計畫。該計畫的名稱來自影集星艦迷航記中克林貢人的食肉鳥飛船。1997年波音收購了麥克唐納-道格拉斯公司，該計畫也被移轉到波音繼續進行研發。1996年，食肉鳥進行了首航。在食肉鳥計劃於1999年終止時，該機又進行了39次飛行。食肉鳥的外型設計可防止其產生陰影，可用於測試光學迷彩。這可能涉及改變其表面的顏色或亮度以融入周圍環境。

## 展示狀態
食肉鳥試驗機於2003年7月被移入美國空軍國家博物館展示。目前該機被吊掛在一架F-22猛禽戰鬥機之上。

## 規格
資料來自詹氏防務週刊

### 一般資料
- 乘員：1
- 長度：14.22公尺（46英尺8英吋）
- 翼展：6.91公尺（22英尺）
- 高度：2.82公尺（9英尺3英吋）
- 最大起飛重量：3356公斤（7400磅）
- 發動機：一具Pratt & Whitney Canada JT15D

### 性能
- 最高速度：482公里/時（299英里/時）
- 實用升限：6100公尺（20000英尺）

## 另見
- 默藍驗證機